# RogueESR
RogueESR est un collectif français de chercheurs et universitaires créé en mai 2017, engagé en faveur de la liberté académique et opposé aux réformes de l'enseignement supérieur et de la recherche poursuivies en France depuis 2007, qui menaceraient selon lui cette liberté.

## Historique

### Fondation
Le collectif RogueESR est né en mai 2017 entre les deux tours de l'élection présidentielle, avec pour objectif de combattre le programme du candidat Emmanuel Macron pour l'université et la recherche, jugé « indigent et source d'inquiétudes ». Le collectif reprend pour son nom le format de collectifs étasuniens créés en réaction au climatoscepticisme de Donald Trump, en particulier Rogue NASA, créé à l'occasion du mouvement de la Marche pour les sciences, dont plusieurs des fondateurs de RogueESR sont issus.

### Actions
En mars 2018, la plateforme RogueESR héberge le texte Les universitaires pour l'accueil en faveur d'un « accueil décent des exilés ».
En mai 2018, arguant que « cinq universités manquent, l’État se refuse à les créer », plusieurs collectifs dont RogueESR appellent à « poser symboliquement la première pierre d’une université renouvelée et en asseoir les fondations ».
En décembre 2018, le collectif dénonce l'étiolement des recrutements au CNRS et demande le rétablissement de 50 postes de chargés de recherche supprimés au concours, dans une pétition signée par plus de 12 000 scientifiques,. Les postes supprimés ne sont cependant pas restitués.
De 2019 à 2020, RogueESR participe activement à la critique de la loi de programmation de la recherche, voulue par la ministre de l'enseignement supérieur, de la recherche et de l'innovation Frédérique Vidal. Le collectif fournit à cette occasion de nombreuses analyses chiffrées, qui sont reprises par la presse.
En janvier 2020 et septembre 2021, le collectif appelle la communauté de recherche et de l'enseignement supérieurs publics à se porter collectivement candidats à la présidence du Hcéres, puis du CNRS, afin de dénoncer ce qu'il perçoit comme une « prise en main »,,.
Le 20 mars 2020, en réaction à la crise sanitaire du Covid-19, RogueESR lance un appel à refonder l'université et la recherche signé par plus de 7 400 personnes,,, et parraine le personnage polymathe allégorique Camille Noûs pour représenter le rôle des collectifs dans la recherche et l'enseignement supérieur.